# Gamlehaugen
Gamlehaugen és una mansió de Bergen, Noruega, i la residència de la família reial a la ciutat. La seva història es remunta a l'edat mitjana, i la llista d'anteriors propietaris inclou moltes de les persones més riques de Bergen. Avui en dia és propietat de l'estat.
L'últim propietari privat va ser Christian Michelsen, un magnat que més tard es convertiria en el primer primer ministre de Noruega després de la dissolució de la unió entre Suècia i Noruega. Michelsen va encarregar la construcció de l'edifici principal actual a Gamlehaugen, on viuria la major part de la resta de la seva vida. Quan Michelsen va morir el 1925, els seus amics més propers van començar una campanya nacional de recaptació de fons que va portar els diners suficients per permetre que l'estat noruec comprés la propietat. Gamlehaugen ha estat la residència de la família reial noruega a Bergen des de 1927.